# 卡尔迪亚军区
卡尔迪亚（希臘語：Χαλδία，羅馬化：Khaldia，或译作“加尔底亚”）是位于今土耳其安纳托利亚东北部，黑海东南沿岸内地山区的一个历史区域。其名称来源于古代定居于该区域，被称为卡尔迪人的族群。卡尔迪亚这一名称在整个拜占庭时期都在使用，并在约公元840年建立起了以此命名的正式军区，是为卡尔迪亚军区。在中世紀後期，其形成了特拉比松帝国的核心区域，直至1461年沦陷于奥斯曼帝国。
安东尼·布赖尔将该名称的起源追溯至了乌拉尔图语，而非君士坦丁七世曾认为的来自迦勒底。但是其他学者不认同其与乌拉尔图语的关联。希腊语中该部落的名称“Χάλυψ”，意为“钢”，该名词传至拉丁语之后变成了“Chalybs”。塞伊斯（Sayce）将“Chalybe”追溯至赫梯語“Khaly-wa”（“哈里斯河之地”）。除了专指某一族群或部落之外，Chalybes也是希腊语用于指“黑海海岸贸易铁的族群”的通用词汇。

## 地理
卡尔迪亚这一名称最初是指今安纳托利亚东北部居米什哈內周围的高原区域，但在拜占庭帝国中期，这一名称拓展并囊括了沿海区域，因此特拉佩祖斯周围的整个省份都包含在内。卡尔迪亚位于本都山脉最东端，其北接黑海，东邻伊比利亚高加索最西边的拉齐卡，南抵埃尔津詹、埃尔祖鲁姆以及被罗马人称为小亚美尼亚的区域，西至本都地区的西半部分。卡尔迪亚的主要城市是两个古代希臘人的殖民地，坐落于沿海低地的克拉苏斯（今吉雷松）和特拉佩祖斯。南部的内陆山区，被称为“美索卡尔迪亚”（Mesochaldia，意为“中卡尔迪亚”），此处人烟稀少，6世纪史家普罗柯比称其“难以到达”，但矿藏丰富，尤以铅最多，还有银和金。此处最主要的定居点因该区域的矿山而获得了“阿尔吉罗波利斯”（Argyropolis）之名，意为「银城」，即今天的居米什哈內。

## 历史
卡尔迪亚语留存下来的对黑海的称谓「Kakamar」，指向了其与印欧语系的联系。斯特拉波将卡尔迪亚人和古代的卡吕比亚人（Chalybia）相提并论，称他们粗鲁好战。当地最早的居民卡吕柏斯人，被古典时期的作家列为最早的铁匠民族之一，希腊语中对钢的称谓「χάλυβας，Chalybas」，也可能来源于该族群。据罗德岛的阿波罗尼奥斯所说，卡吕柏斯人属于斯基泰人。这一地区的首个希腊殖民地是特拉佩祖斯，由米利都的商人建立，通常认为其建立于公元前756年。希腊的殖民局限于沿海地区，后来罗马对内陆部落的控制似乎也仅仅是名义上的。
沿海区域曾属于罗马的波勒莫尼库斯本都行省。直到拜占庭皇帝查士丁尼一世在位时期，好战的部族赞尼人才投降并基督化，纳入了中央政府的统治之下。查士丁尼将整个地区划入了新成立的「第一亚美尼亚行省」，首府为特拉佩祖斯。莫里斯在位时期，行省更名为「第三亚美尼亚行省」。
7世纪下半叶，随着军区制的建立，该区域（波勒莫尼库斯本都以及被称为刻尔齐尼的第一亚美尼亚部分区域）成为了亚美尼亚军区的一部分，最初是卡尔迪亚分军区，随后成为了都督区（doukaton）。到840年，或者可能早至824年，其形成了一个完全的军区。9、10世纪的阿拉伯地理学家对该军区有着不同记录：伊本·胡尔达兹比赫记载其有六座要塞，屈達瑪·伊本·雅法爾称其有4,000部队，伊本·法齐赫记载道主管军区的将军指挥了10,000军队（无疑有所夸大），下辖两支中队。根据10世纪的档案，卡尔迪亚将军年领20磅黄金，其中半数来自于国库，其余来自于省内税收，包括对来自东方汇集于特拉佩祖斯的重要贸易路线征收的，名为kommerkion的贸易关税。10世纪初，军区南部的刻尔齐尼被析出并划入新建立的美索不达米亚军区。
在10世纪东部得以扩张之前，卡尔迪亚一直都是拜占庭帝国的东北边疆。但在1091/1095年至1098年，以及1126年至1140年，该军区曾经独立过一段时间。第一个时期是狄奥多尔·加布拉斯担任都督的时候，该地与拜占庭其他领土的联系被塞尔柱突厥人切断。第二个时期是都督君士坦丁·加布拉斯发起叛乱，对抗约翰二世·科穆宁。1204年君士坦丁堡被十字军攻陷之后，特拉比松帝国便是与尼西亚帝国以及伊庇魯斯專制國一道的三个拜占庭继承国之一。该国家由科穆宁家族的阿莱克修斯建立，在君士坦丁堡陷落几周之前，他在卡尔迪亚指挥着格鲁吉亚远征军，发现自己成了事实上的皇帝，于是在特拉布宗建立了国家。实际到14世纪时，帝国的领土已经削减到了旧军区的范围。尽管如此，特拉比松帝国还是因其与世隔绝的位置，规模不大但却精干的军队，基于联姻的稳健外交，渡过了接连的动荡，直到1461年向奥斯曼人投降。灭亡之后，内陆一些孤立的要塞仍在抵抗，一直到1479年，小亚细亚最后一个基督徒的据点戈拉卡（Golacha）要塞陷落，该地区才最终沦陷。奥斯曼帝国时期，该地区仍有大量的本都希腊人，直到1923年希臘土耳其人口互換。

### 脚注
1. ↑  Anthony Bryer, "Greeks and Türkmens: The Pontic Exception" （页面存档备份，存于）, Dumbarton Oaks Papers, 29 (1975), p. 116f
2. ↑  The Greek Colonisation of the Black Sea Area p. 74
3. ↑  I. M. Diakonoff The Pre-history of the Armenian People, Yerevan, 1968 (Delmar, New York, 1984) ISBN 9780882060392.
"The Greeks evidently used the name Chalybes for all of the inhabitants of the Pontus who traded in iron ore (see Pauly, s.v. Chalybes); in some cases we might suspect that the Moschi (in Pontus) and/or the Chalybes were foreign designations for the Chaldians (Halitu, Xaghtik') who actually did live between the Tibareni in the west, the Mosynoeci in the north, and the Matieni in the southeast."
4. 1 2  Talbert 2000，第1226頁.
5. ↑  Robert H. Hewsen. Armenia: A Historical Atlas. University of Chicago Press. 2001.
6. ↑  Jones, H.L. (ed.), Strabo, Geography (Loeb, New York 1917-1932), 548.18, 549.19.
7. ↑   (PDF).   [2013-07-15]. （原始内容 (PDF)存档于2016-08-19）.
8. ↑  Smith 1854，第602頁.
9. ↑  Apollonius Rhodius. Tr. by R. Merkel, by Edward P. Coleridge. The Argonautica. pp. 49, 65.  （页面存档备份，存于）
10. ↑  Evans 2000，第93頁.
11. 1 2  Pertusi 1952，第138頁
12. 1 2  McGeer, Nesbitt & Oikonomides 2001，第85頁
13. ↑  Treadgold 1995，第31頁.
14. ↑  Pertusi 1952，第138–139頁
15. ↑  Pertusi 1952，第139頁
16. ↑  A. A. Vasiliev, "The Foundation of the Empire of Trebizond (1204–1222)" （页面存档备份，存于）, Speculum, 11 (1936), pp. 18f
17. ↑  Treadgold 1997，第817頁.

### 书籍
- Evans, James Allan Stewart. . London and New York: Routledge. 2000. ISBN 978-0-415-23726-0.
- McGeer, Eric; Nesbitt, John; Oikonomides, Nicolas (编). . Washington, DC: Dumbarton Oaks Research Library and Collection. 2001. ISBN 0-88402-282-X.
- Pertusi, A. . Rome: Biblioteca Apostolica Vaticana. 1952 （意大利语）.
- Smith, William. . Boston, Massachusetts: Little, Brown and Company. 1854.
- Talbert, Richard J. A. . Princeton, New Jersey: Princeton University Press. 2000. ISBN 978-0-691-04945-8.
- Treadgold, Warren T. . Stanford, California: Stanford University Press. 1995. ISBN 0-8047-3163-2.
- Treadgold, Warren. . Stanford, California: Stanford University Press. 1997. ISBN 0-8047-2630-2 （英语）.

## 延伸阅读
- Bryer, Anthony; Winfield, David. . Washington, District of Columbia: Dumbarton Oaks Research Library and Collection. 1985. ISBN 0-88402-122-X.
- Gyftopoulou, Sofia; Papadaki, Irene. . . Foundation of the Hellenic World. 2005-03-10  [2011-06-16]. （原始内容存档于2011-08-11）.

40°30′N 39°30′E / 40.5°N 39.5°E